# Noya
Noya é um departamento da província de Estuaire, no Gabão.